# Il mio amico Leonard
Il mio amico Leonard è un libro autobiografico del 2005, scritto da James Frey.
Il libro si basa sul rapporto padre-figlio creatosi tra Frey ed un suo amico, Leonard appunto, conosciuto in un centro di riabilitazione e può essere considerato come il seguito de In un milione di piccoli pezzi.
Il libro è stato pubblicato nel giugno 2005 dalla Riverhead ed è subito diventato un best seller.
Il libro fu pubblicato, come anche il titolo precedente, come autobiografico ma, in seguito ad uno scandalo, lo stesso Frey ammise che parte del racconto di In un milione di piccoli pezzi e de Il mio amico Leonard erano frutto della sua immaginazione.

## Trama
Il testo comincia esattamente da dov'era terminato In un milione di piccoli pezzi ovvero con la scarcerazione di James dalla prigione di stato dell'Ohio.
Il protagonista si reca a Chicago dove si trova la sua ragazza Lilly (conosciuta qualche tempo prima in un centro di riabilitazione) temendo che questa possa commettere un atto in sensato in seguito alla morte di sua nonna.
Lilly, infatti, è una ragazza dal passato difficile e turbolento la cui psiche è stata resa fragile ed instabile da continue depressioni e forte uso di stupefacenti e si trova tuttora in un centro di riabilitazione per tossicodipendenti.
Appena giunto a Chicago, però, Frey scopre che Lilly si è suicidata a causa del forte dolore provocatole dalla morte della nonna, la sua unica parente.
Frey, crollato nella disperazione totale, sarà aiutato dal suo amico Leonard, un uomo conosciuto in carcere, apparentemente danaroso grazie ad una non meglio precisata attività, a risalire il baratro.